# Kecapi (Tahunan)
Kecapi is een bestuurslaag in het regentschap Jepara van de provincie Midden-Java, Indonesië. Kecapi telt 15.301 inwoners (volkstelling 2010).